# Jacobshavn (dokumentarfilm)
Jacobshavn er en dansk dokumentarfilm fra anslået 1968, der er instrueret af Kaj Mogens.

## Handling
Reklamefilm for Bikuben i Grønland, men nok så meget en dokumentarisk film om livet i Jakobshavn (Ilulissat).